# Andreas Lackner
Andreas Lackner (* před 1490 – 1545 Hallein) byl rakouský sochař z Dunajské školy, který byl prokazatelně aktivní v Halleinu v roce 1518.

## Život
O životě není nic známo, kromě rukopisné poznámky z doby kolem roku 1600 v knize Lichtpfennigbuch von Abtenau. Oltář z roku 1518 nese jeho jméno a uvádí původ z Hallein. Ze stylizace drapérií jeho soch je možné předpokládat, že se školil u Hanse Leinbergera.

## Dílo

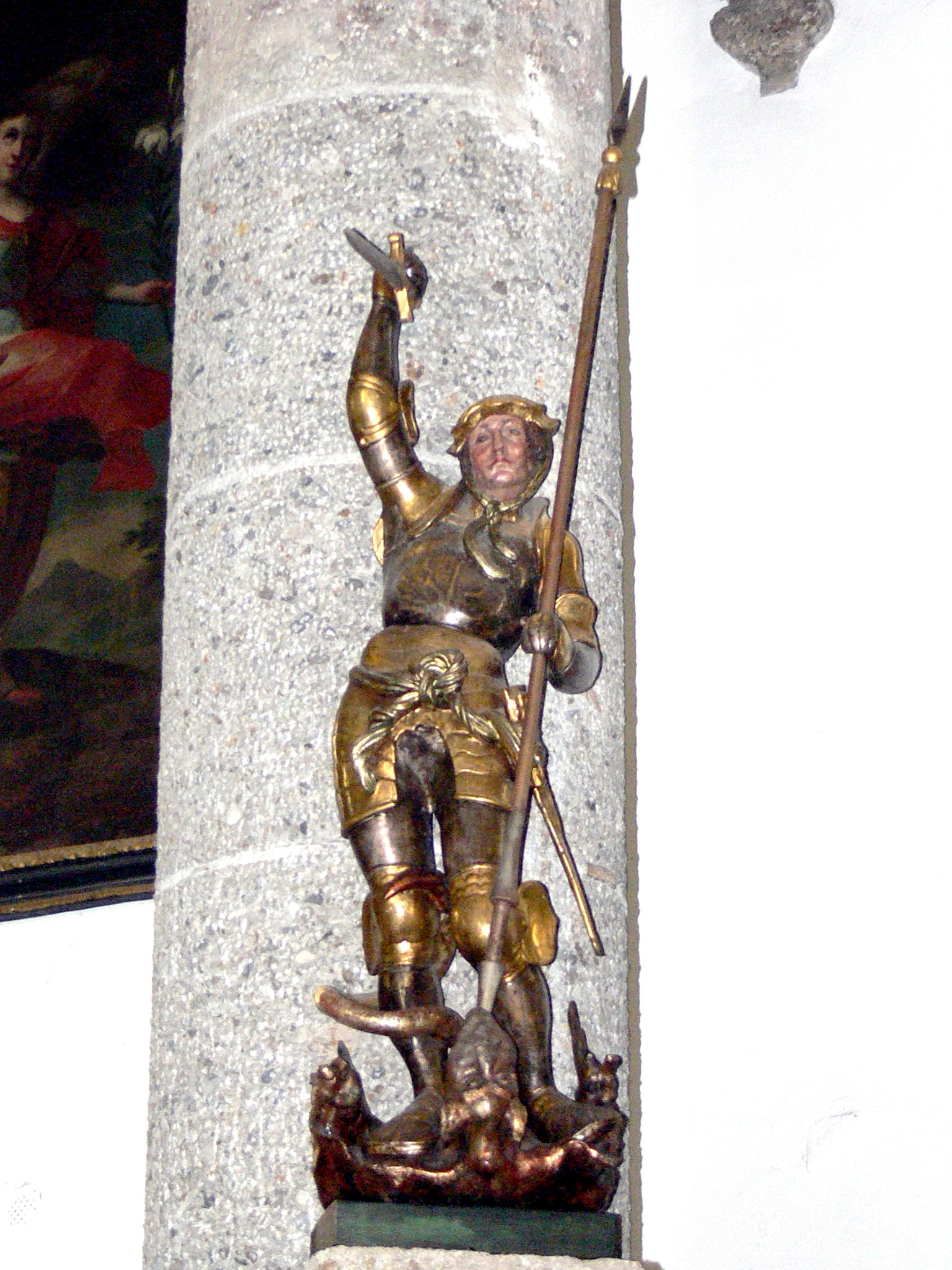
Abtenau Kirche, sv. Jiří

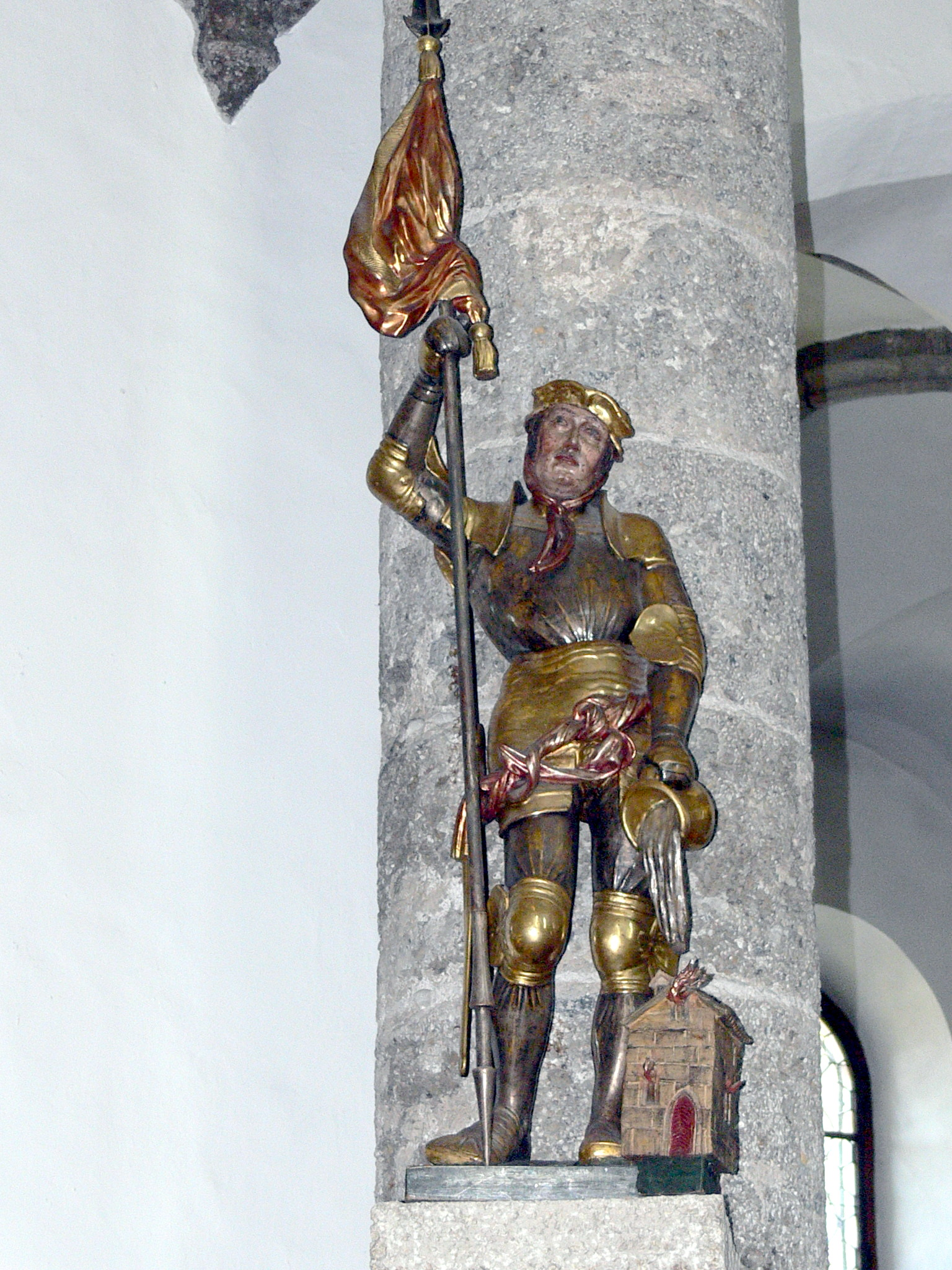
Abtenau Kirche - sv.Florian

Jediným známým a dokumentovaným dílem Andrease Lacknera je hlavní oltář z farního kostela v Abtenau (okres Hallein), který vytvořil ve spolupráci s malířem Ulrichem Bocksbergerem z Mondsee.
Na zavřeném oltáři byly na křídlech byly čtyři malované scény ze života sv. Blasia. Ve středu oltáře byly tři sochy sv. biskupů se sv. Blasiem uprostřed a na křídlech reliéfy se scénami ze čtyř hlavních liturgických svátků. V predelle byly čtyři polopostavy církevních otců: sv. Augustina, Jiřího, Jeronýma a Ambrože a čtyři reliéfy ukazují truchlící Pannu Marii, sv. Annu samotřetí a Zvěstování, poslední dva jsou dnes ztracené.

### Známé části Oltáře z Abtenau
- sochy sv. biskupů: Ruprecht, Maxililian, trůnící sv. Blasius, Belvedere, Vídeň
- sv. Jiří, sv. Florian, kostel St. Blasien, Abtenau
- sv. Benedikt, reliéf, Kunsthistorisches Museum, Vídeň
- čtyři reliéfy, opatství sv. Petra, Salcburk
- fragment reliéfu, Muzeum Salcburk